# Indianapolis Jets
Gli Indianapolis Jets furono una squadra di pallacanestro con sede a Indianapolis, USA.

## Storia della franchigia
I Jets giocarono in NBA dopo aver partecipato per 7 stagioni alla National Basketball League (NBL) con il nome di Indianapolis Kautskys. La squadra cominciò a giocare nel 1948 allo stadio Hinkle Fieldhouse in NBA prima di fallire nel 1949. I Jets furono sostituiti dagli Indianapolis Olympians.

## Stagioni
| Stagione | Lega | Denominazione         | V  | P  | %    | Piazzamento | Play-off    |
| -------- | ---- | --------------------- | -- | -- | ---- | ----------- | ----------- |
| 1937-38  | NBL  | Indianapolis Kautskys | 4  | 9  | 30,8 | 4º          | -           |
| 1938-39  | NBL  | Indianapolis Kautskys | 13 | 13 | 50,0 | 2º          | -           |
| 1939-40  | NBL  | Indianapolis Kautskys | 9  | 19 | 32,1 | 4º          | -           |
| 1941-42  | NBL  | Indianapolis Kautskys | 12 | 11 | 52,2 | 4º          | Semifinale  |
| 1945-46  | NBL  | Indianapolis Kautskys | 10 | 22 | 31,3 | 4º          | -           |
| 1946-47  | NBL  | Indianapolis Kautskys | 27 | 17 | 61,4 | 2º          | Primo turno |
| 1947-48  | NBL  | Indianapolis Kautskys | 24 | 35 | 40,7 | 4º          | Primo turno |
| 1948-49  | BAA  | Indianapolis Jets     | 18 | 42 | 30,0 | 6º          | -           |

## Membri della Basketball Hall of Fame
- Arnie Risen
- John Wooden
- Stretch Murphy
- Branch McCracken